# 島崎栄治
島﨑 栄治（しまざき えいじ、1970年5月13日 - ）は、日本の官僚。会計検査院第4局農林水産検査第1課長。

## 人物・略歴

### 入省 - 政府在外研究員
神奈川県出身。早稲田大学法学部卒業、1996年会計検査院入省（国家公務員採用Ⅰ種試験法律）。第5局鉄道検査課配属。2000年-2002年コロンビア大学留学（人事院行政官長期在外研究員・国費留学）。コロンビア大学での留学同期に稲富修二（衆議院議員）、香山弘文（経済産業省製造産業局総務課長）、河本光博（財務省主税局調査課長）、久保田あずさ（国連開発計画ブータン駐在代表）、多田昌弘（外務省中東アフリカ局中東第一課長）、中原健一（自治官僚・総務官僚・内閣府官僚）ら。留学中はニューヨーク市役所での業務改善プレゼンなどを経験。2001年、アメリカ同時多発テロ事件をマンハッタンの自宅から目撃した。2002年、行政学修士号取得。

### 外務検査課調査官 - 外務省出向
2002年第1局外務検査課調査官。外務検査課ではODA（政府開発援助）や在外公館の検査等を担当し、ボスニア・ヘルツェゴビナ紛争からの復興途上にあったボスニア・ヘルツェゴビナへ出張したことを印象に残ったことに挙げている。
2004年第1局司法検査課調査官。司法検査課では国家公安委員会・警察庁の検査等を担当し、現場の刑事らと交流したことを印象に残ったことに挙げている。
副長時に外務省出向（在ルクセンブルク日本国大使館一等書記官）。在任中の2009年、西村康稔外務大臣政務官がベルギー及びルクセンブルクを訪問、大使館職員として対応にあたる。

### 課長級以降
2017年、第5局監理官に昇任して課長級となる。2018年、第1局総務検査課長に配置換。2019年にイスラエルで開催されたEUROSAI（最高会計検査機関ヨーロッパ地域機構）とASOSAI（最高会計検査機関アジア地域機構）の合同国際会議にて日本の自治検査の担当者として出席。東日本大震災からの復興に係る検査について説明した。2022年第3局監理官を経て、2022年4月より第4局文部科学検査第1課長。2025年4月第4局農林水産検査第1課長。

## 職歴
- 国家公務員採用Ⅰ種試験（法律区分）合格
- 1996年：会計検査院入省（第5局鉄道検査課事務官）
- 1997年：事務総長官房法規課併任
- 1998年：第5局鉄道検査課調査官補
- 2000年：第5局鉄道検査課調査官
- 2000年：米国コロンビア大学留学
- 2002年：第1局外務検査課調査官
- 2004年：第1局司法検査課調査官
- 2007年：外務省出向（在ルクセンブルク日本国大使館一等書記官）
- 2010年：第1局財務検査第1課公会計検査室副長
- 2011年：第1局財務検査第1課総括副長
- 2013年：事務総長官房法規課総括副長
- 2015年：第5局特別検査課総括副長
- 2016年：第2局厚生労働検査第1課厚生労働統括検査室長
- 2017年：第5局監理官
- 2018年：第1局総務検査課長
- 2022年：第3局監理官
- 2022年：第4局文部科学検査第1課長
- 2025年：第4局農林水産検査第1課長